# Jane Hinton
Jane Hinton (1 de mayo de 1919-9 de abril de 2003) fue una de las dos primeras mujeres afroamericanas en obtener el grado de doctora en Medicina Veterinaria (1949). Previo a sus estudios en medicina veterinaria en la Universidad de Pensilvania, fue técnica de laboratorios en Harvard, codesarrollando el agar Müller-Hinton, un medio de cultivo microbiológico utilizado comúnmente para realizar la prueba de susceptibilidad bacteriana a antibióticos.  Posteriormente ejerció como veterinaria de animales pequeños en Massachusetts y luego como inspectora del gobierno federal. Hinton fue la hija de William Augustus Hinton, microbiólogo y el primer profesor afroamericano en la Universidad de Harvard.

## Primeros años y educación
Jane Hinton nació el 1 de mayo del 1919. Su padre, William Augustus Hinton (1883-1959) fue bacteriólogo y patólogo experto en el diagnóstico y tratamiento de sífilis, incluyendo el desarrollo de exámenes para sífilis. Hijo de exesclavos, fue el primer profesor afroamericano en la Universidad de Harvard y el primer afroamericano autor de un libro de texto. Ingresó en el laboratorio de medicina debido a que el racismo en Boston le impedía obtener una pasantía en medicina. La madre de Jane fue Ada Hawes (n. 1878) una profesora de colegio y trabajadora social nacida en Georgia. William y Ada se casaron en 1909 y tuvieron dos hijas, Jane y Ann Hinton Jone.

## Carrera
En 1931, el padre de Hinton desarrolló un curso de Técnicas de Laboratorio Médico, el cual fue abierto a mujeres a pesar de que dicha profesión generalmente no era abierta a mujeres. Jane trabajaba en los laboratorios de Harvard en el momento en que desarrolló, junto con John Howard Mueller, el agar Mueller-Hinton. Este agar o caldo, es un medio de cultivo desarrollado para aislar la bacteria de Neisseria que causa el meningococo y la gonorrea. Se convirtió en el medio de cultivo más ampliamente usado para la Neisseria. En la década de 1960, los exámenes indicaron su idoneidad para detectar si una bacteria era susceptible o no a antibióticos. El agar Mueller-Hinton se convirtió en el medio estándar para este propósito en los laboratorios.
Durante la Segunda Guerra Mundial, también trabajo como técnica de laboratorio en Arizona. Después de la Guerra, estudio medicina veterinaria en la Universidad de Pensilvania, obteniendo su grado de Doctora en Medicina Veterinaria en 1949. Ella y Alfreda Johnson Webb, quien se graduó ese año de Doctora en Medicina Veterinaria del Instituto Tuskegee ahora Universidad de Tuskegee fueron las primeras mujeres veterinarias afroamericanas. Antes de que obtuviera su título, solamente cuatro mujeres afroamericanas se habían graduado como doctoras en medicina veterinaria en la Universidad de Pensilvania y la siguiente fue hasta 1968. Hinton y Webb fueron también las primeras afroamericanas miembros de la Asociación de Mujeres de Medicina Veterinaria.
Luego de obtener su título, ejerció como veterinaria de animales pequeños en Canton, Massachusetts y luego como inspectora del gobierno federal en Framingham.
Jane Hinton, junto a John Taylor, el primer afroamericano graduado de la Escuela de Medicina Veterinaria de la Universidad de Pensilvania, fueron honrados por la Asociación de Minorías de Estudiantes Veterinarios durante las celebraciones del centenario de la escuela en 1984.
Jane Hinton murió el 9 de abril de 2003.